# Carrera en provincias
Carrera en provincias o Carruaje en las carreras es una pintura al óleo sobre lienzo del pintor francés Edgar Degas, realizada en 1869 que representa una escena hípica; la obra se exhibe en el Museo de Bellas Artes de Boston.

## Descripción
Carrera en provincias captura magistralmente la atmósfera de las carreras hípicas y, con la audacia de su composición, parece casi reproducir los efectos de las instantáneas fotográficas. En este cuadro, Degas no vacila en tomarse una gran libertad de composición y mostrar en primer plano un coche de caballos, con el conductor y dos pasajeras. El pintor exilia de este modo lo que tendría que ser el asunto principal de la pintura - esto es, la carrera de caballos - al fondo, de forma que una mirada distraída del espectador percibe solo un paseo grato y relajante a través de los campos, sin notar la agitación de los caballos de carreras al galope a lo lejos.
A pesar de esta particular elección de composición, con la cual la pintura parece más «espontánea», Degas trabajó intensamente sobre el color y la composición de los landós que asisten a las carreras, lo que contribuye fuertemente a acentuar este sentido de visión casual.

## Tema
Durante el verano de 1869, Degas visitó a su buen amigo Paul Valpinçon en Normandía y los protagonistas son los anfitriones en su carruaje, en el momento en que el pequeño Henri, de seis meses, acaba de ser amamantado por su nodriza y se está durmiendo. Paul Valpinçon contempla el momento acompañado por su bulldog, mientras su esposa protege al pequeño de la fuerte luz del sol con su sombrilla. El bebé es el centro de atención y las relaciones entre las miradas están perfectamente captadas. Cuando el pequeño se duerma, el carruaje girará para contemplar la carrera que se desarrolla al fondo, igual que hacen los demás espectadores a caballo o en otros carruajes. Así, Degas muestra una escena de la vida moderna, aunque de una determinada clase social, la burguesía, a la que él pertenecía. Algunos especialistas sitúan la composición en el hipódromo de Argentin, cercano a la casa de los Valpinçon.
Los caballos se inspiran en William Turner y otros maestros ingleses, que Degas admiraba.